# Anoraknophobia
Anoraknophobia – dwunasty album studyjny Marillion.
Po sukcesie poprzedniej trasy po Ameryce ufundowanej przez fanów zespołów, Marillion po raz kolejny zwrócił się do nich z prośbą o wsparcie finansowe. Płytę można było zamówić i zapłacić za nią jeszcze przed jej nagraniem. I to posunięcie okazało się sukcesem. Album zamówiło ponad 12.500 osób. Wszyscy, którzy to zrobili, otrzymali specjalne dwupłytowe wydanie albumu, a ci którzy zamówili album przed ustaloną datą, na okładce swojej płyty mieli wydrukowane własne imię.
Tytuł albumu pochodzi z połączenia dwóch wyrazów: "anorak" (w brytyjskim slangu obsesyjny fan, fanatyk) i "arachnophobia" (Arachnofobia). Postać widoczna na okładce płyty nazywa się Barry i jest podobna do Kenny’ego McCormicka z kreskówki South Park.

## Skład zespołu
- Steve Hogarth – śpiew
- Steve Rothery – gitara
- Pete Trewavas – gitara basowa
- Mark Kelly – keyboard
- Ian Mosley – perkusja

## Lista utworów
1. Between You And Me – 6:27
2. Quartz – 9:06
3. Map Of The World – 5:02
4. When I Meet God – 9:17
5. The Fruit Of The Wild Rose – 6:57
6. Separated Out – 6:17
7. This Is The 21st Century – 11:07
8. If My Heart Were A Ball It Would Roll Uphill – 9:28

Bonusowe CD (wydanie dwupłytowe):
1. Number One – 2:48
2. The Fruit Of The Wild Rose (Demo) – 6:20
3. Separated Out (Demo) – 6:03
4. Between You And Me (Mark Kelly Remix) – 5:08
5. Number One (Recording Demo Video)
6. Map of The World (Recording Demo Video)

## Single
- "Between You and Me / Map of the World"